# Прва влада Стојана Новаковића
Прва влада Стојана Новаковића је била влада Краљевине Србије од 7. јула 1895. до 29. децембра 1896.

## Историја
Напредњаци су били подељени на оне из престонице и оне из унутрашњости. Први су били „европејци“ и либерали, а други су себе представљали као националне ослободиоце и по политичком убеђењу конзервативце (умерени). Краљ се ослањао на умерене напредњаке. Спречавао је контакте напредњака са Милутином Гарашанином. Цепа се и либерална странка, услед сукоба Ристића и митрополита Михаила. Скупштина (која се састала у Нишу 25. априла) је имала задатке да одобри државни удар из 1894. године. Друго питање било је да одобри страни зајам који би спречио финансијску пропаст земље. Скупштина је укинула закон о забрани повратка краљевих родитеља у земљу. Припремала се промена владе, јер је Христић био Наталијин лични непријатељ.
Наталија је дочекана у Београду 10. маја 1895. године. Своје изјаве да неће узимати учешћа у политичком животу земље изгледа да је брзо заборавила. Свога сина окружила је девојкама чиме му је одвраћала пажњу. Краљица је дочекана од стране великог броја људи, на шта је краљ Александар био веома поносан. Краљичин долазак означио је крај Христићеве владе. Нову владу саставио је Стојан Новаковић. Наталија је сматрала да је Новаковић дошао на чело владе по жељи краља Милана, док је Милан сматрао да је Новаковић дошао по краљичиној жељи. У ствари, Новаковићева влада жеља је самог краља Александра који је мајци хтео да покаже да није за безрезервне уступке радикалима. Краљ се тако вратио страначким владама.
Иако су се радикали осетили изневереним Новаковићевом владом, за њих су дошла боља времена. Оптужени у Чебинчевој афери су амнестирани, а окончана су и гоњења радикала. Никола Пашић се крајем 1895. године вратио у земљу. Краљ га је примио у аудијенцију. Пашић је обећао да ће Радикална странка пружити подршку краљу. Пашић је капитулирао пред Александром. Незадовољна новом владом, Наталија је напустила земљу. Новаковићев програм сводио се на следеће тачке: у унутрашњој политици решавање финансијског питања и уставна реформа, а у спољној ослонац на Русију и живља национална политика. Иностраним зајмовима решено је финансијско питање. Новаковићево решење био је Карлсбадски аранжман. Краљевина Србија је између 1881. и 1895. године закључила 13 великих (дугорочних) кредита и више мањих (краткорочних, летећих). Укупан спољни дуг износио је око 355 милиона динара. Услед презадужености она није могла вратити ни део тих дугова те је Карлсбанским протоколом извршена конверзија државних дугова чиме је Србија сачувана од банкротства. Сви државни приходи (железнице, трговина дуваном, сољу, петролејом, приходи од царина) стављени су под управу страних поверилаца, док је целокупни јавни дуг земље конвертован на износ од око 355.000.000 француских франака у злату.
Краљ је поново покренуо уставно питање. Он је издао указ којом је Скупштина требало да настави свој рад на припреми и доношењу Устава. Новаковић је предлагао да се то одложи за 1897. годину, што краљ није прихватио. Радикали су одлучно одбијали дводомни систем. Међутим, 1895. и до априла 1896. године ништа конкретно није урађено на уставном питању. Краљ је намеравао да маја 1896. године састави комисију од представника свих странака за израду Устава. Комисија је требало да буде неутрална. Чинило би је 16 чланова; по 4 представника све три странке и 4 неутрална краљева представника. Радикали су захтевали Новаковићеву оставку. Када краљ није прихватио, они су изашли из преговора. Рад на уставу је прекинут, а уставна реформа одложена. Радикали су имали подршку у Наталији, а краља су нападали преко штампе. Они су покушали да краља увере у своју оданост. Новаковићевом владом није била задовољна Наталија која врши притисак на краља да је смени. Милан, са друге стране, прети сину да ће изазвати јавни скандал уколико он настави да влада под мајчиним утицајем. Резултат је оставка Стојана Новаковића и формирање новог кабинета Ђорђа Симића.

## Чланови владе
| Функција                                                  | Слика               | Име и презиме        | Детаљи                      |
| --------------------------------------------------------- | ------------------- | -------------------- | --------------------------- |
| Председник Министарског савета и министар иностраних дела |                     | Стојан Новаковић     |                             |
| Министар унутрашњих дела                                  |                     | Димитрије Маринковић |                             |
| Министар правде                                           |                     | Арон Нинчић          |                             |
| Министар финансија                                        |                     | Стеван Д. Поповић    |                             |
| Министар просвете и црквених дела                         |                     | Љубомир Ковачевић    | до 7/19.12. 1896.           |
| Министар просвете и црквених дела                         |                     | Арон Нинчић          | заступник                   |
| Министар војни                                            |                     | Драгутин Франасовић  |                             |
| Министар грађевина                                        |                     | Михаило Петковић     | до 15/27.12. 1895.          |
| Министар грађевина                                        | Коста Радисављевић  |                      |                             |
| Министар народне привреде                                 |                     | Михаило Петковић     | заступник, до 2/14.9. 1895. |
| Министар народне привреде                                 | Вучко Д. Стојановић |                      |                             |